# Agenesia gonadal
Agenesia gonadal é um distúrbio ou enfermidade congênita, onde pessoas atribuídas como do sexo masculino apresentam ausência completa do pênis e dos testículos ao nascer .
Isto ocorre porque na etapa embrionária, as células de Leydig não converteram as gônadas em testículos e, consequentemente, não ocorre a produção da enzima 5aDHT.
A estimativa atual é de que uma em cada 20 milhões de crianças nascem com essa condição.